# Понтијак (Илиноис)
Понтијак (енгл. Pontiac) град је у америчкој савезној држави Илиноис. По попису становништва из 2010. у њему је живело 11.931 становника.

## Демографија
Према попису становништва из 2010. у граду је живело 11.931 становника, што је 67 (0,6%) становника више него 2000. године.
|                   | 2010.           | 2000.           |
| Укупно            | 11 931 (100,0%) | 11 864 (100,0%) |
| Белци             | 9 750 (81,72%)  | 9 905 (83,49%)  |
| Афроамериканци    | 1 191 (9,982%)  | 1 293 (10,90%)  |
| Хиспаноамериканци | 749 (6,278%)    | 519 (4,375%)    |
| Остали            | 163 (1,366%)    | 96 (0,809%)     |
| Азијати           | 78 (0,654%)     | 51 (0,430%)     |